# Louis Lucien Bonaparte
Louis Lucien Bonaparte Bleschamp (Thorngrove, Worcestershire, Inglaterra, 4 de enero de 1813 - Fano, Italia, 3 de noviembre de 1891) fue un filólogo y político francés.

## Biografía
Fue hijo de Luciano Bonaparte y de Alexandrine de Bleschamps Jouberthou de Vamberthy. Era sobrino, por tanto, de Napoleón I. Nació durante el período de "cautividad" inglesa de su padre. Después de que Luigi Luciano cumpliese un año de vida, su familia se trasladó a Canino, en la provincia de Viterbo (hoy Italia). Fue declarado Príncipe Imperial desde el 22 de marzo de 1815. Su título no fue reconocido en Francia hasta el 21 de febrero de 1853. Pasó su juventud en Italia y no residió en Francia sino desde 1848 cuando fue elegido para la Asamblea Nacional por Córcega (1848) y por el departamento de Sena (1849).
Después de la caída de su primo Napoleón III en 1870, regresó a Gran Bretaña. Estudioso y viajero, además hizo aportaciones a la química, la mineralogía y la lingüística.
Dedicado al estudio comparativo de las lenguas europeas, fue uno de los primeros filólogos que estudió las lenguas vivas con métodos rigurosos por medio de la comparación lingüística. Louis Lucien realizó cinco viajes al País Vasco entre 1856 y 1869. A partir de su trabajo de campo y la ayuda de un buen número de colaboradores locales, publicó 33 obras en los distintos dialectos vascos o relacionadas con esta lengua, entre ellas destacan "Carte des Sept Provinces Basques montrant la délimitation actuelle de l'Euscara et sa division en dialectes, sous-dialectes et variétés" (1863) y "Le verbe basque en tableaux" (1869), exposición de las formas verbales vascas en ocho dialectos.
La clasificación dialectal del euskera se rigió por los patrones que realizó Louis Lucien hasta 1998, año en que fue actualizada por Koldo Zuazo (profesor de Dialectología y sociolingüística del euskera en la Universidad del País Vasco-Euskal Herriko Unibertsitatea). En esta clasificación se recogían tres grandes grupos, ocho dialectos, veinticinco subdialectos y hasta cincuenta variedades.
En sus visitas a las provincias vascas, Luis Luciano estuvo asistido por diversas personalidades, entre las que cabe citar, entre otros, el capitán de aduanas Jean Duvoisin, Fray José Antonio Uriarte, el padre José Samper, Mariano Mendigatxa, Prudencio Hualde, Pedro José Minondo de Garralda,Klaudio Otaegi, el padre Ibarnegarai, el canónigo suletino Emmanuel Intxauspe y el padre Joan Eloi Udabe.
También promovió la traducción del Evangelio de San Mateo al gallego (Evanxeo de San Mateo). Esta tarea la realizó Vicente Turnes en un primer momento pero Bonaparte consideró que estaba demasiado castellanizada y encomendó finalmente el encargo a José Sánchez de Santa María. Esta fue publicada en Londres en 1861 con el título de Observaciones comparativas sobre la pronunciación gallega, asturiana, castellana y portuguesa. También promovió la traducción del Evangelio de San Mateo al asturiano, tarea que realizó Manuel Fernández de Castro en 1871.
Louis Lucien Bonaparte también estudió los dialectos ingleses, italianos, sardos y albaneses.

## Algunas de sus obras
- Canticum trium puerorum in septem praecipuas Vasconiae linguae dialectos versum (1858)
- Langue basque et langue finnoise (1862)
- Carte des sept Provinces Basques (1863)
- Curiosidades eúskaras (1866)
- Le petit catéchisme espagnol du P. Astete, traduit en trois dialectes basques: I. Aezcoan, par P.J. Minondo. II. Salazarais, par P. J. Samper. III. Roncalais, par P. Hualde. Verifié et modifié sur les lieux mêmes par L.L. Bonaparte (1869)
- Le verbe Basque en tableaux (1869)
- Études sur les trois dialectes basques des vallés d'Aezcoa, de Salazar et de Roncal (1872)

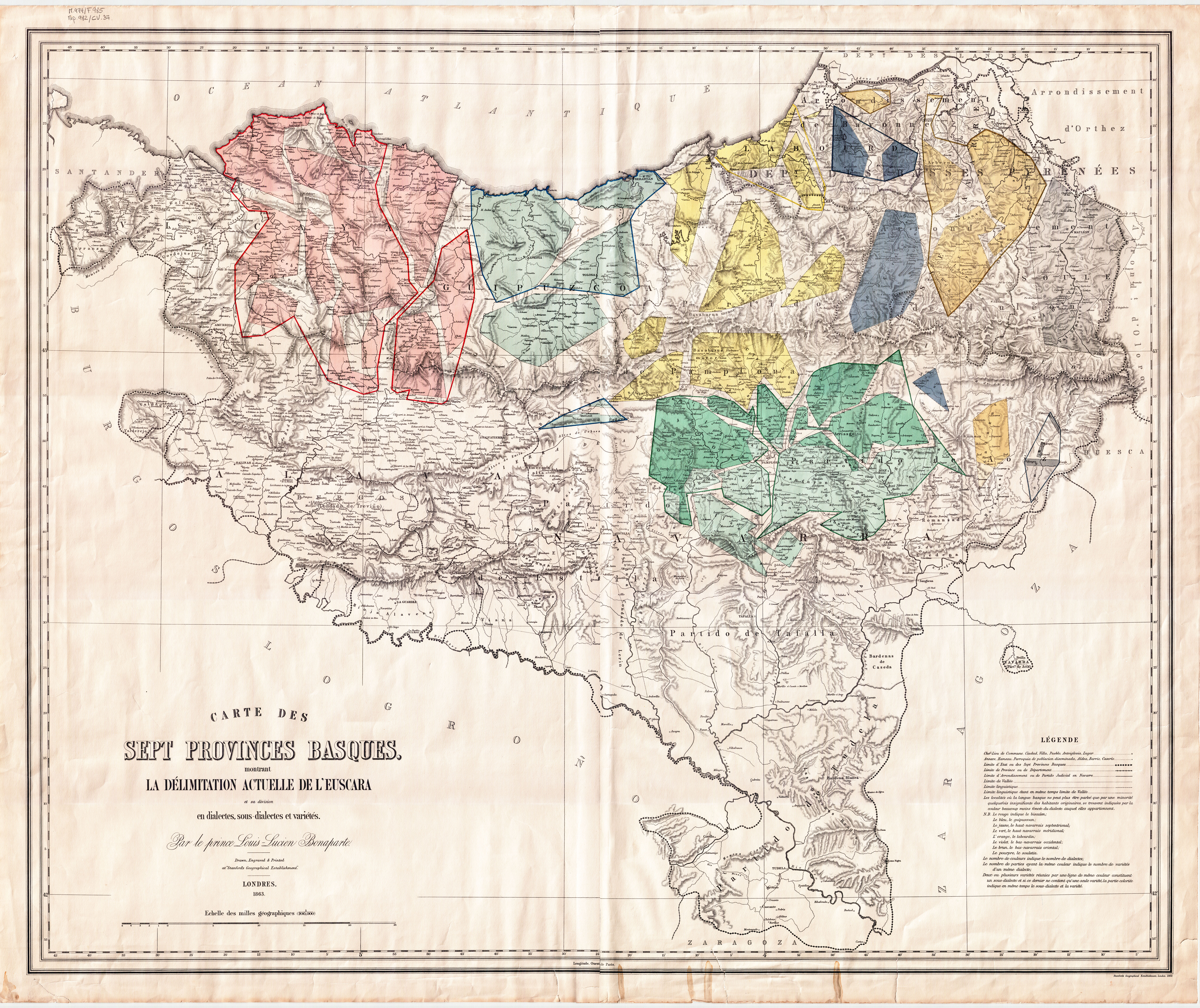
Carte des sept provinces basques (mapa de los dialectos vascos)
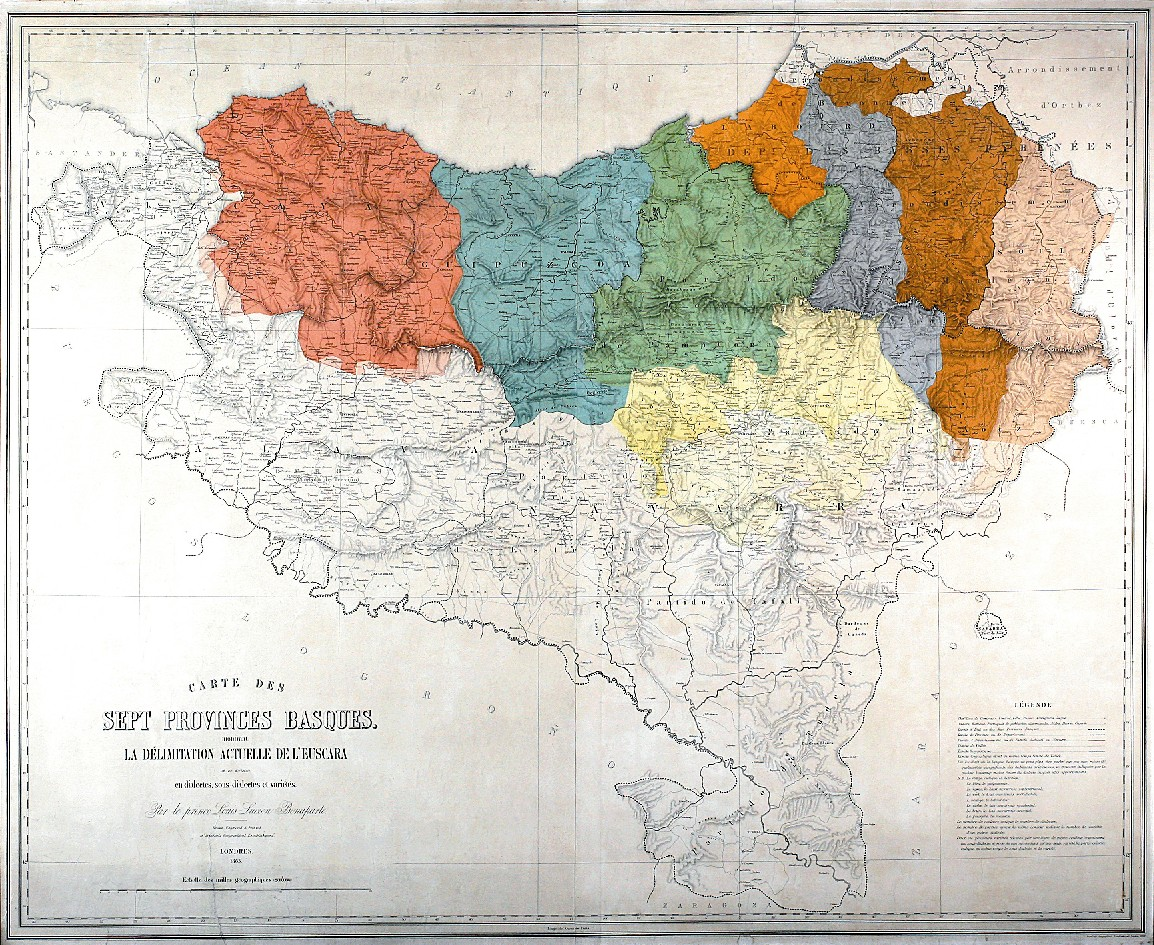
Carte des sept provinces basques (mapa de los dialectos vascos).